# Blasticorhinus unduligera
Blasticorhinus unduligera är en fjärilsart som beskrevs av Butler 1878. Blasticorhinus unduligera ingår i släktet Blasticorhinus och familjen nattflyn. Inga underarter finns listade i Catalogue of Life.